# Karow (Jerichow)
Karow ist eine Ortschaft der Einheitsgemeinde Stadt Jerichow im Landkreis Jerichower Land in Sachsen-Anhalt.

## Geographie
Das Dorf liegt am Nordrand der eiszeitlichen Niederungslandschaft Fiener Bruch und am Südhang der nach dem Ort benannten ebenfalls eiszeitlichen Hochfläche Karower Platte im äußersten Osten des Landkreises Jerichower Land. Es ist umgeben von landwirtschaftlichen Flächen. Vom nördlichen Ortsrand erstreckt sich der Gollwitzer Forst über die Hochflächen bis nach Brandenburg. Der Westhang des Gollwitzer Berges bildet den höchsten Punkt des Ortes. Natürliches Fließgewässer ist der am nördlichen Rand Karows vorbeifließende Steinbach. Dieser fließt über den Karower Landgraben und dem Fiener Hauptvorfluter dem Elbe-Havel-Kanal zu. Karow liegt an der Kreisstraße 1203, über die nach elf Kilometern die nächste Stadt Genthin erreicht wird. Die Kreisstadt Burg ist 26 Kilometer entfernt. Zum Autobahn-Anschluss Ziesar sind es 13 Kilometer in südlicher Richtung. 800 Meter nördlich vom Ortszentrum entfernt liegt der Ortsteil Elisenau mit nur wenigen Grundstücken.

## Geschichte
Der Ortsname ist slawischen Ursprungs, sodass die Siedlung bereits im 9. Jahrhundert n. Chr. bestanden haben dürfte. Die Besiedlung der Region durch germanische Zuwanderer fand im 12. Jahrhundert statt, für diese Zeit wird ein Bartholomäus de Chare als Ortsgründer genannt. Wie üblich wurden die germanischen Ansiedlungen in der Nachbarschaft bestehender slawischer Orte errichtet, die im Laufe der Zeit zusammenwuchsen. Als Kare wurde das Dorf 1191 (1193?) erstmals urkundlich erwähnt, im 15. und 16. Jahrhundert kamen zudem die Ortsbezeichnungen Carov (1459), Chare (1600) oder Kara (1562) vor. Spätestens seit dem 14. Jahrhundert gehörte Karow dem Erzbistum Magdeburg, dessen Lehensverzeichnis von 1370 führt es als zum Burgward Plaue zugehörig an. Schon im Mittelalter wurde Karow als Pfarrdorf bezeichnet, und es wurde die Existenz eines Rittergutes erwähnt.

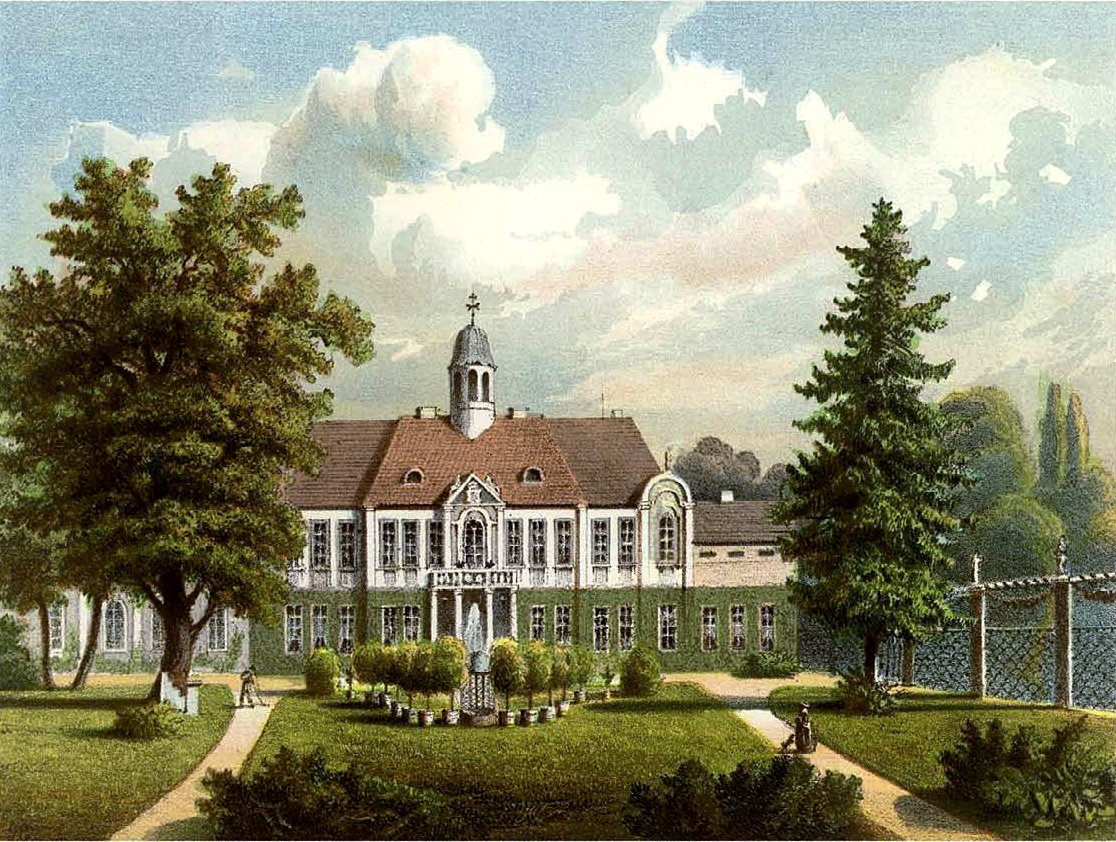
Gutshaus Karow um 1860, Sammlung Alexander Duncker

Der erste namentlich bekannte Gutsherr war Anfang des 13. Jahrhunderts Friedrich von Caro. Später wirtschaftete auf dem Gut die Familie von Alvensleben, gefolgt 1455 von der die Familie von Bardeleben und von Joachim von Byern 1574. 1690 wurde der spätere brandenburgische Minister Friedrich Wilhelm von Grumbkow Miteigentümer des Gutes. Er gilt als Initiator des 1703 begonnenen Neubaus der Karower Kirche. 1708 erwarb der Oberhofmarschall und Geheime Rat Freiherr Marquard Ludwig von Printzen (1675–1725) das Gut Karow. Vom preußischen König Friedrich I. wurde ihm das Patronat über die Karower Kirche geschenkt. Von Printzen führte den Neubau der Kirche zu Ende, sie wurde 1712 fertiggestellt. 1708 hatte der Gutsherr mit der Errichtung eines zweigeschossigen Herrenhauses im barocken Baustil, dem Gutshaus Karow begonnen. Dem dreiflügligen Bau wurde ein 15 Hektar großer Park angefügt, zunächst in Form eines französischen Gartens. Dann erbte der Sohn des Oberhofmarschalls Friedrich Wilhelm von Printzen. Im Jahr 1774 erbte dessen einzige Tochter Elisabeth Luise Sophie (* 1742 in Karow, † 1811 in Potsdam) das Gut. Sie heiratete den Hofmarschall Wilhelm Friedrich Heinrich Ferdinand Graf von Wartensleben (* 1740, † 1776), dessen Familie das Gut bis 1945 besaß. Die nachfolgenden Gutsherren waren
- Schlosshauptmann Christian Ludwig Gr.v.W. (1767–1833),
- Generalleutnant Gustav Graf von Wartensleben (1796–1886),
- General der Kavallerie Hermann Wilhelm Graf Wartensleben-Carow (1826–1921),
- Oberstleutnant Friedrich Wilhelm Gr. v.W. (1873–1954)

Mit der vom preußischen König Friedrich II. veranlassten Trockenlegung des Fiener Bruchs, dem Bau des Plauer Kanals und dem damit verbundenen Siedlungsprogramm ließen sich in der ersten Hälfte des 18. Jahrhunderts Bauern und Handwerker als neue Einwohner in Karow nieder. Das Dorf gehörte seit der Säkularisation des Magdeburger Erzbistums von 1680 zum brandenburgischen Herzogtum Magdeburg und war dem Jerichower Kreis unterstellt. Mit der preußischen Verwaltungsreform von 1815 kam Karow zum Kreis Jerichow II mit der Kreisstadt Genthin. Der in Karow ansässige Graf Hermann Wilhelm von Wartensleben war von 1872 bis 1901 Landrat in Genthin. Im Laufe des 19. Jahrhunderts verbesserte sich die Infrastruktur von Karow. Mit der 1840 in Betrieb genommenen Branntweinbrennerei wurden neue Arbeitsplätze geschaffen und die um 1890 fertiggestellte Chaussee Genthin-Karow-Zitz verbesserte die Verkehrsverhältnisse. Am 30. September 1928 wurde der Gutsbezirk Karow mit der Landgemeinde Karow vereinigt. Er hatte 1910 117 Einwohner, während in der Landgemeinde Karow 814 Menschen lebten. Der vereinigte Ort wies 1939 849 Einwohner auf. Von 1912 bis 1951 besaß Karow über die Bahnstrecke Rogäsen–Karow Eisenbahnanschluss mit dem Bahnhof Karow (Kr Genthin).
Nach dem Ende des Zweiten Weltkrieges wurde die Gutsfamilie von Wartensleben mit der von der sowjetischen Besatzungsmacht angeordneten Bodenreform noch im Jahre 1945 enteignet. Der Landbesitz wurde aufgesiedelt und an Neubauern aufgeteilt. Das Gutshaus wurde in kommunale Nutzung überführt und diente bis 1999 als Schule. Seine überregional bekannte reiche Ausstattung, zu der u. a. Gemälde von Antoine Pesne und der Berliner Malerschule gehörten, ging schon kurz nach Kriegsende verloren. Einige der Bilder und Teile des Hausrats fanden sich später im Genthiner Heimatmuseum wieder. An den Erbauer des Hauses, das in der DDR-Zeit auch wertmindernde Umbauten über sich ergehen lassen musste, erinnert nur noch das Wartenlebensche Familienwappen über dem Eingangsbereich. Der Anfang des 19. Jahrhunderts im englischen Stil umgestaltete Gutspark wurde nicht mehr gepflegt, ein Teil des Geländes ist für einen Sportplatz in unmittelbarer Nähe des Gutshauses in Anspruch genommen worden. Die vollkommen verwüsteten Erbbegräbnisse der Familie, die Gruft unter der Kirche und der sogenannte Ruhegarten hinter dem Friedhof, wurden nach der Wende 1990 wieder in einen würdigen Zustand versetzt.
Bis zum 31. Dezember 2009 war Karow eine selbständige Gemeinde mit dem zugehörigen Ortsteil Elisenau. Letzter Bürgermeister Karows war Bernd Franke. Durch einen Gebietsänderungsvertrag hat der Gemeinderat von Karow am 28. Mai 2009 beschlossen sich aufzulösen und mit 11 anderen Gemeinden sich zu einer neuen Einheitsgemeinde mit dem Namen Stadt Jerichow zu vereinigen. Dieser Vertrag wurde vom Landkreis als unterer Kommunalaufsichtsbehörde genehmigt und trat am 1. Januar 2010 in Kraft. Im gleichen Atemzuge hörte auch die Verwaltungsgemeinschaft Elbe-Stremme-Fiener auf zu existieren, da sich alle ehemaligen Mitgliedsgemeinden zur neuen Einheitsgemeinde „Stadt Jerichow“ zusammenschlossen.

## Bauten

### Kirche

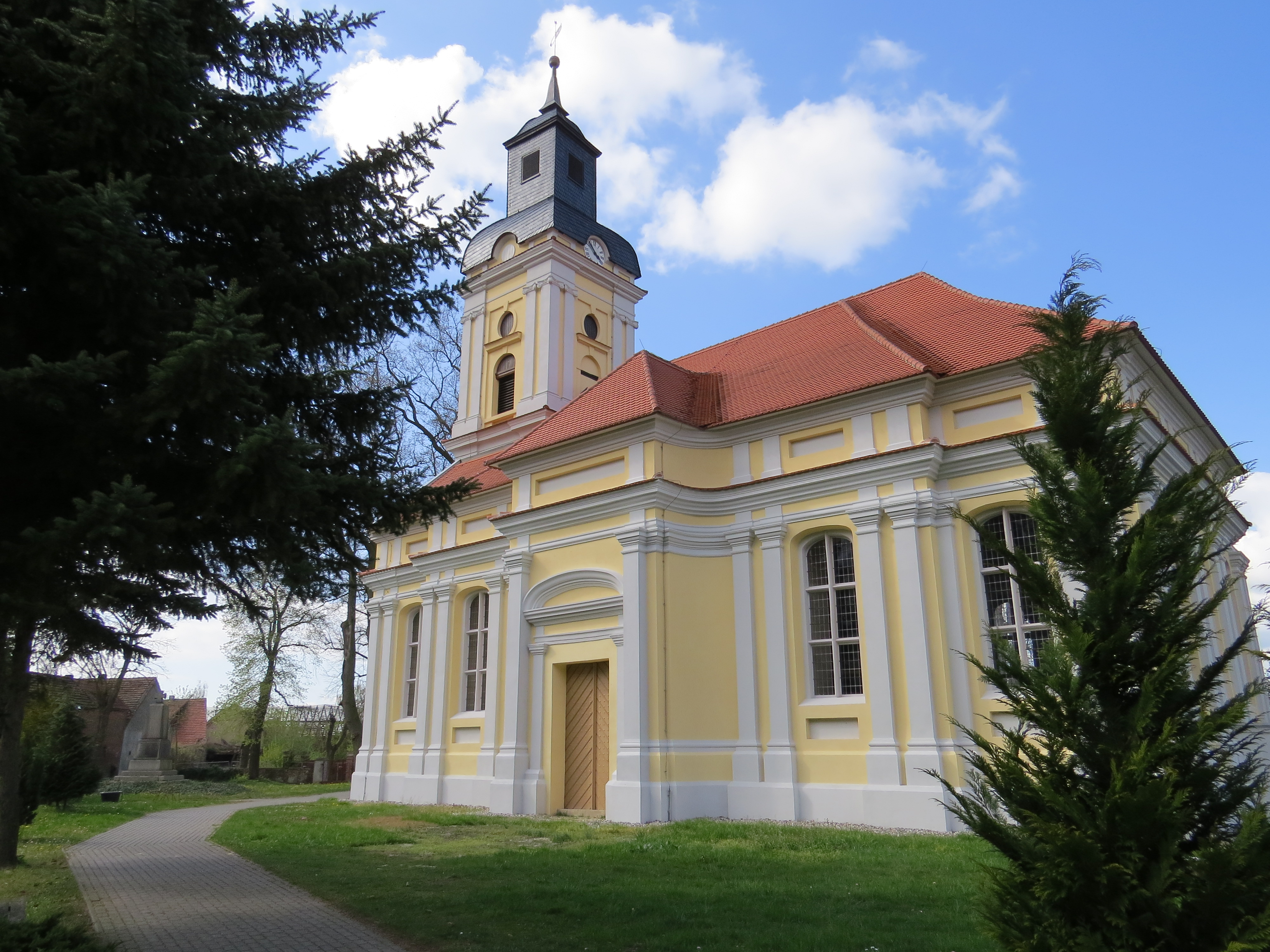
Kirche in Karow

Die im Süden des Ortes gelegene evangelische Kirche von Karow ersetzte 1703 einen früheren Fachwerkbau. Das neue Kirchengebäude wurde in einer neunjährigen Bauzeit als sorgfältig proportioniertes, klar strukturiertes barockes Bauwerk errichtet. Es ist ein Putzbau mit kreuzförmigen Grundriss, wobei die Seitenflügel als risalitartig gestaltete Eingangshallen nur geringfügig über das Langhaus hinausragen. Die Fassaden sind mit erhabenen toskanischen Doppelpilastern geschmückt und mit hohen Stichbogenfenstern versehen. Der über dem Westgiebel errichtete Turm wurde zunächst aus Holz gefertigt und erst 1752 massiv, ebenfalls mit barocken Zierelementen versehen, umgebaut. Über einem geschweiften Flachdach thront eine hölzerne Laterne.
Die Ausstattung des flachgedeckten Innenraums stammt noch aus der Entstehungszeit der Kirche. Die im Westteil umlaufende Empore ruht auf toskanischen Säulen, die in Längstfeldern gegliederten Brüstung ist mit Bibelsprüchen verziert. Der Kanzelaltar besteht aus dem konkav geschwungenen Kanzelkorb, ihn flankierende korinthische Doppelsäulen und einem baldachinförmigen Schalldeckel. Noch aus dem Vorgängerbau stammt eine Bronzeglocke von 1583, sowie zwei Grabsteine der Gutsfamilie von Byern (1670, 1686). Der klassizistische Taufstein trägt die Jahreszahl 1843. Unter der Ostseite befindet sich einen tonnengewölbte Gruft mit Särgen der Gutsfamilien aus dem 18. und 19. Jahrhundert.

### Gutshaus

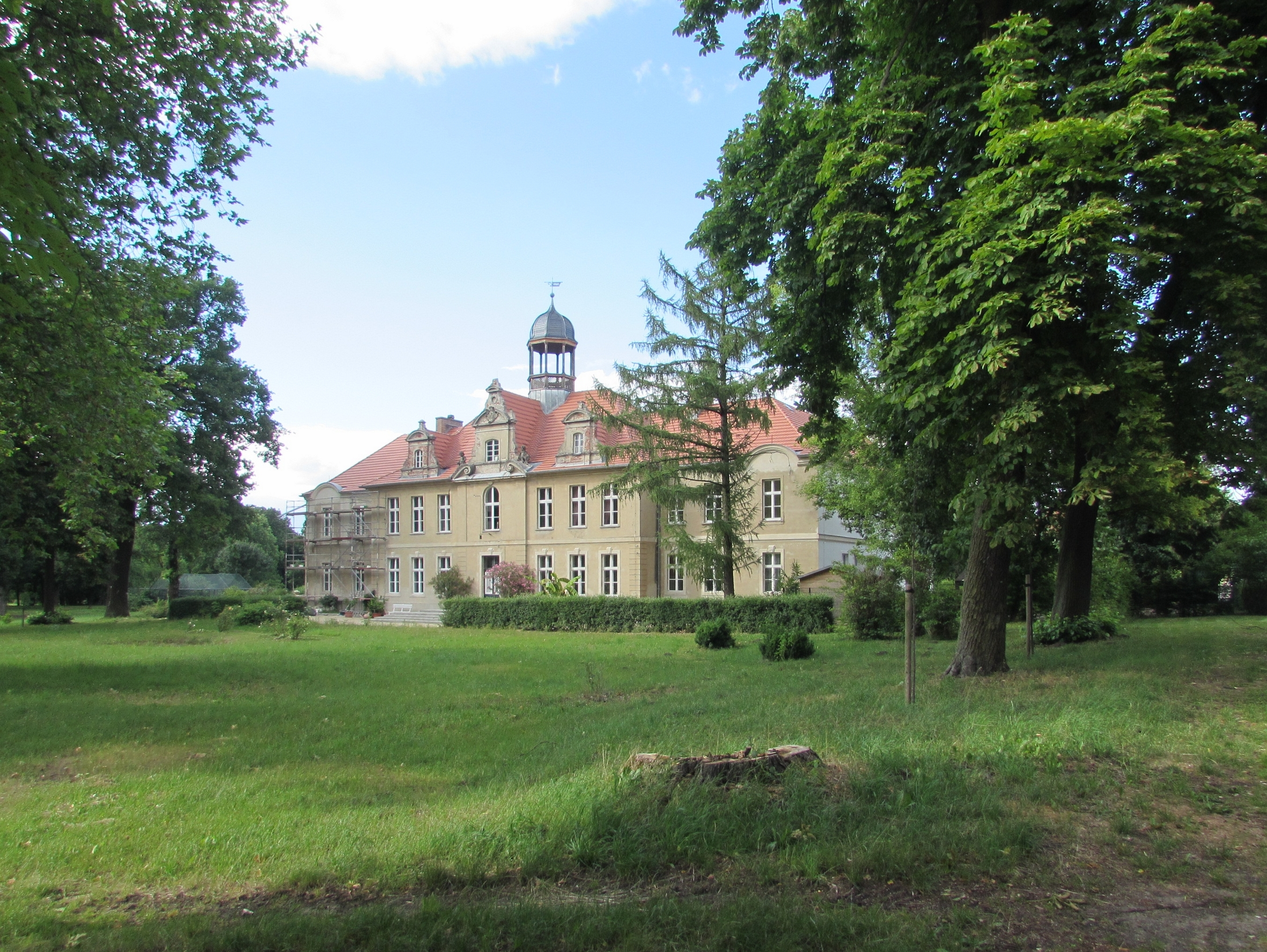
Gutshaus Karow nach Süden zum Park

Das schlossähnliche Gutshaus Karow befindet sich am Südrand des Ortes. Das 1708 entstandene Gebäude wurde in Hufeisenform, zweigeschossig und mit einem siebenachsigen Mitteltrakt angelegt. Die Längstfassaden des Mitteltrakts wurden jeweils mit einem Mittelrisalit versehen, deren Giebel mit Schmuckelementen verziert wurden. Im Innern befand sich ein mit Delfter Kacheln ausgestatteter Saal. Die Kachelung sowie die Kunstsammlung des Hauses sind nicht mehr vorhanden.

## Schutzgebiete
Da das Fiener Bruch eines von nur noch drei Brutgebieten der in Deutschland vom Aussterben bedrohten Großtrappen, des schwersten flugfähigen Vogels ist, wurde im Gebiet der Gemeinden Tucheim, Karow und Paplitz bereits 1979 das Großtrappenschongebiet Karow im damaligen Bezirk Magdeburg mit einer Größe von 5.780 Hektar eingerichtet. In den 1990er Jahren wurde die Niederung im Rahmen des Natura-2000-Netzes als EU-Vogelschutzgebiet Fiener Bruch ausgewiesen. Innerhalb des sachsen-anhaltischen Teilgebietes erfolgte 1997 die Ausweisung des 143 Hektar großen Naturschutzgebietes Fiener Bruch. Mitten im Fiener Bruch befindet sich beim zu Tucheim gehörenden Vorwerk Königsrode die Vogelwarte, der Beobachtungsturm Königsroder Hof. Im Königsroder Hof betreibt der Förderverein Großtrappenschutz e. V. ein Informationszentrum, in dem regelmäßige Veranstaltungen rund um den Großtrappenschutz stattfinden.

## Wappen und Flagge
Das Wappen wurde 2002 von dem Magdeburger Kommunalheraldiker Jörg Mantzsch gestaltet. Die Farben Karows sind Silber (Weiß) - Grün.
Blasonierung: „Gespalten von Grün und Silber, vorn 3 silberne Orgelpfeifen, hinten pfahlweise 2 grüne Rhomben, belegt mit je einer silbernen Ähre.“
Karow führt eine Fahne in den Farben weiß-grün gestreift (Längsform: Streifen senkrecht verlaufend; Querform: Streifen waagerecht verlaufend) und mit dem mittig aufgelegten Karower Wappen belegt.

### Historisches Wappenbild

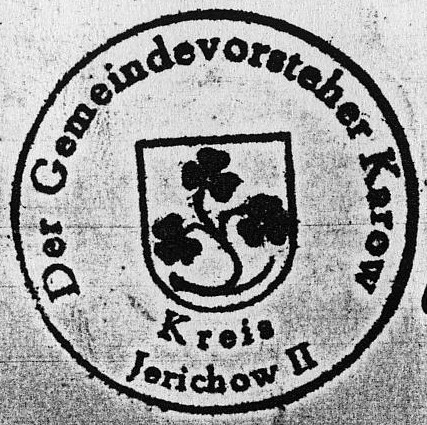
Altes Siegel der Gemeinde Karow

Die Gemeinde Karow führte in ihrem Gemeindesiegel schon einmal ein wappenähnliches Siegelbild. Dieses wurde im Zeitraum nach dem Zweiten Weltkrieg bis zur Einführung der Bezirke und Kreise in der DDR (1945–1952) benutzt.

## Persönlichkeiten

### Söhne und Töchter der Gemeinde
- Ludwig von Bieren (1604–1672), Domherr in Halberstadt.
- Joachim Wagner (1690–1749), Orgelbauer.
- Friedrich Wagner (1693–1760), Theologe, ab 1743 Senior der evangelisch-lutherischen Kirche in Hamburg.
- August Wilhelm Francke (1785–1851), Oberbürgermeister von Magdeburg.
- Gustav Graf von Wartensleben (1796–1886), Herr auf Carow, königlich-preußischer Kammerherr und Generalleutnant.